# Antônio Pizzonia
Antônio Reginaldo Pizzonia Júnior (Manaus, 11 september 1980) is een Braziliaanse autocoureur. Hij maakte zijn Formule 1-debuut in 2003 bij Jaguar en nam deel aan 20 Grands Prix. Hij scoorde acht punten.

## Carrière
Tussen 1991 en 1996 reed Pizzonia in de karting. In 1997 verhuisde hij naar Groot-Brittannië om in de Formule Vauxhall te gaan rijden. Pizzonia werd dat seizoen tweede en won het Winter Festival. In 1998 won hij ook het Formule Renault Winter Festival. Een jaar later won hij de Britse Formule Renault klasse. Hij werd tweede in de Europese Formule Renault. In 2000 won hij dan weer de Britse Formule 3. Een jaar later, voor het seizoen 2001 stapte hij over naar de Formule 3000, waarin hij één race won en tweede werd in het kampioenschap. In 2002 bleef hij in de Formule 3000, maar werd ook testrijder van Williams.
Door een aantal indrukwekkende testresultaten werd hij gecontracteerd door Jaguar, als teammaat van Mark Webber. Zijn resultaten waren echter onvoldoende en hij werd halverwege het seizoen vervangen door Justin Wilson. In 2004 ging hij dan opnieuw testen voor Williams, maar na de Grand Prix van Duitsland mocht hij Marc Gené vervangen. Hij reed vier Grand Prix's, waarvan hij er in drie punten pakte. In de Grand Prix van België reed hij zelfs even op kop. Toen Ralf Schumacher echter terugkwam na een blessure, moest hij zijn zitje weer afstaan.
Een jaar later greep Pizzonia naast een plaats bij Williams ten voordele van Nick Heidfeld. Hij kreeg echter zijn kans in de Grand Prix van Italië na een crash van Heidfeld in de vrije trainingen op vrijdag. Hij kwalificeerde zich als zestiende en slaagde erin een zevende plaats te behalen in de race. Hij racete ook in de Grand Prix van België, waarin hij een boete kreeg voor een crash met Juan Pablo Montoya, toen die hem op een ronde wilde zetten. In de Braziliaanse Grand Prix reed hij vervolgens teammaat Mark Webber uit de race. Hij reed het seizoen nog wel uit, maar moest de laatste twee Grands Prix's ook nog opgeven. Hij werd voor 2006 vervangen door Nico Rosberg.
In 2004 bereikte Pizzonia de hoogste snelheid ooit tijdens een race in de Formule 1. Bij de Grote Prijs van Italië behaalde hij een snelheid van 369,9 km/uur.
Antônio Pizzonia reed in 2006 een aantal races in de Champ Car voor Rocketsports, het team van Paul Gentilozzi. In 2007 ging hij weer in de GP2 Series rijden voor het team van Giancarlo Fisichella. Door een gebrek aan resultaten werd hij halverwege het seizoen vervangen door Adam Carroll. Hierop ging hij terug naar Brazilië, waar hij in de Copa NEXTEL Stock Car ging racen.
Pizzonia was enige tijd getrouwd met Maurren Maggi, die in 2008 op de Olympische Spelen in Peking olympisch kampioene verspringen zou worden. In december 2004 kreeg het echtpaar een dochter: Sophia. Het huwelijk met Maggi was echter van korte duur.